# Notsuda Gakuto
Notsuda Gakuto (野津田 岳人 Notsuda Gakuto, sinh ngày 6 tháng 6 năm 1994) là một cầu thủ bóng đá người Nhật Bản thi đấu ở vị trí tiền vệ cho BG Pathum United. Anh cũng từng đại diện Nhật Bản ở các cấp độ U-17, U-20, và U-22.

## Thống kê sự nghiệp câu lạc bộ
Cập nhật đến ngày 23 tháng 2 năm 2018.
| Câu lạc bộ          | Mùa giải            | Giải vô địch | Giải vô địch | Cúp Hoàng đế Nhật Bản | Cúp Hoàng đế Nhật Bản | Cúp Liên đoàn | Cúp Liên đoàn | AFC     | AFC       | Khác1   | Khác1     | Tổng cộng | Tổng cộng |
| Câu lạc bộ          | Mùa giải            | Số trận      | Bàn thắng    | Số trận               | Bàn thắng             | Số trận       | Bàn thắng     | Số trận | Bàn thắng | Số trận | Bàn thắng | Số trận   | Bàn thắng |
| ------------------- | ------------------- | ------------ | ------------ | --------------------- | --------------------- | ------------- | ------------- | ------- | --------- | ------- | --------- | --------- | --------- |
| Sanfrecce Hiroshima | 2012                | 5            | 0            | 0                     | 0                     | 2             | 0             | –       | –         | –       | –         | 7         | 0         |
| Sanfrecce Hiroshima | 2013                | 20           | 4            | 3                     | 0                     | 1             | 0             | 5       | 0         | –       | –         | 29        | 4         |
| Sanfrecce Hiroshima | 2014                | 18           | 2            | 2                     | 2                     | 2             | 1             | 8       | 1         | 1       | 1         | 31        | 7         |
| Sanfrecce Hiroshima | 2015                | 19           | 4            | 3                     | 2                     | 5             | 2             | 3       | 0         | 0       | 0         | 24        | 6         |
| Albirex Niigata     | 2016                | 18           | 2            | 1                     | 0                     | 1             | 0             | –       | –         | –       | –         | 20        | 2         |
| Shimizu S-Pulse     | 2017                | 11           | 0            | 0                     | 0                     | 4             | 0             | –       | –         | –       | –         | 15        | 0         |
| Vegalta Sendai      | 2017                | 12           | 3            | –                     | –                     | –             | –             | –       | –         | –       | –         | 12        | 3         |
| Tổng cộng sự nghiệp | Tổng cộng sự nghiệp | 105          | 15           | 9                     | 4                     | 15            | 3             | 16      | 1         | 1       | 1         | 118       | 20        |

1Bao gồm Siêu cúp Nhật Bản và Giải bóng đá Cúp câu lạc bộ thế giới.

## Danh hiệu
Sanfrecce Hiroshima
- J. League Division 1 (2): 2012, 2013
- Siêu cúp Nhật Bản (2): 2013, 2014